# Economia Chinei
Economia Republicii Populare Chineze este a doua economie națională la nivel mondial (urmându-i Statele Unite ale Americii și fiind urmată de Japonia). Totodată, aceasta este economia majoră cu cea mai rapidă creștere, cu o medie a procentului de creștere de 10% pe parcursul ultimilor 30 de ani.
Dezvoltarea economică în China are loc sub conducerea Partidului Comunist Chinez în baza planurilor cincinale. În urma tempourilor de creștere ecomonică rapidă, guvernul a hotărât să mențină creșterea în jurul a 8-9 % pe an. Cu ajutorul investițiilor externe, din care aproximativ 80% sunt investițiile chinezilor cu trai permanent peste hotare, conform planurilor PCC în 2010 economia Chinei ar trebui să întreacă economia SUA.
În primele etape creștererea economică s-a datorat agriculturii, care a fost scutită de multe limitări impuse în epoca Mao. Partidul încuraja producția, manufactura la scară largă. Astfel în țară au apărut numeroase manufacturi, care creau un deficit de resurse datorită utilizării iraționale. Întreprinderile de stat rămâneau adesea falimentare. Ca să facă față schimbărilor de structură, guvernul reformează sistemul educațional, trimite studenții peste hotare, în special Japonia și SUA, favorizează importul de tehnologii. Are loc dezvoltarea tehnologiilor informaționale, telecomunicațiilor, biotehnologiilor, sectorului medical. În districtul Haidian, la nord de Beijing a fost creată Silicon Valley chineză. Dezvoltarea economică are și efecte secundare, în zonele rurale, nivelul șomajului depășește de 2 ori indicii oficiali de 4,6 %. Neoficial, China favorizează emigrația.
China este cel mai mare exportator mondial, livrând în anul 2008 bunuri în valoare de 1.430 miliarde dolari, față de Germania care a livrat bunuri în valoare de 1.470 miliarde dolari.

## Creșterea economică
Pe ansamblul anului 2010, PIB-ul Chinei a crescut cu 10,3% ceea ce a permis acestei țări să devanseze Japonia ocupând poziția de a doua economie mondială.

## Industrie

### Industria energetică
Baza energetică a Chinei o constitue cărbunii, cărora le revin 3/4 din balanța energetică a țării.
Cele mai importante bazine sunt: Datong, Fushin, Fushun, Baotou, Kailuan.
Centralele termoelectrice produc 4/5 din energia electrică totală și sunt amplasate în apropierea bazinelor carbonifere sau a marilor aglomerații urbane. 
Cea mai mare centrală hidroelectrică din China este Barajul celor Trei Defileuri de pe râul Yangtze.
În anul 2009, China a devenit cel mai mare consumator de energie din lume, depășind Statele Unite, cu un consum total de 2,170 milioane tone echivalent petrol (tep).
Prin comparație, România consumă anual aproximativ 40 tep.
China este al doilea stat consumator de petrol din lume după SUA.
De asemenea, în anul 2007, China a preluat de la SUA postura de cel mai mare poluator cu dioxid de carbon.

### Industria automobilistică
Vânzările de autoturisme din China, cea mai mai mare piață auto din lume, au crescut cu 33,2% în anul 2010, la nivelul record de 13,8 milioane de unități.
În anul 2011, creșterea vânzărilor a fost de 5,1%, ajungând la 14,5 milioane de autoturisme.
Producția și vânzările de mașini au atins recordul de 13,5 milioane unități în 2009, înregistrând un avans de 43% față de nivelul din 2008, când au fost vândute 9,38 milioane mașini.
Piața auto chineză a devenit lider la nivel mondial de la începutul anului 2009, depășind-o pe cea a SUA (care a scăzut la 10,4 milioane de unități), după ce vânzările din China au crescut puternic datorită măsurilor fiscale de încurajare a consumului din acest sector.

## Infrastructură
Rețeaua de autostrăzi a Chinei a evoluat de la 100 de kilometri în 1988 și 574 de kilometri în 1992
la 16.300 de kilometri în 2000,
ajungând, în ianuarie 2010, la 65.000 de kilometri.
Din aceștia, 4.719 kilometri de autostradă au fost dați în folosință în anul 2009.
La sfârșitul anului 2010, rețeaua de autostrăzi a ajuns la de 76.000 de kilometri.
Statul chinez și-a propus să dețină 100.000 de kilometri de autostradă, până în 2020, o rețea comparabilă cu aceea existentă, în prezent, în Statele Unite ale Americii.
Tot în perioada 1988 - 2010, chinezii au construit 30.000 de kilometri de cale ferată și nu mai puțin de 220.000 de kilometri de șosele.
Kilometri de autostradă la începutul anului:
| Anul      | 2013   | 2012   | 2011   | 2010   | 2009   | 2000   | 1992 | 1988 |
| --------- | ------ | ------ | ------ | ------ | ------ | ------ | ---- | ---- |
| kilometri | 91.157 | 85.000 | 76.000 | 65.000 | 61.281 | 16.300 | 574  | 100  |

## Agricultură
China este un stat în care cea mai mare parte a populației trăiește în mediul rural, agricultura având o importanță deosebită pentru economia chineză.
China are o suprafață de uscat de 9.600.000 kmp, suprafața terenurilor arabile ajungând la numai 1.270.000 kmp, ce reprezintă circa 7% din terenurile arabile din întreaga lume. Ele se găsesc în principal în câmpiile și depresiunile cu un climat temperat-musonic din partea estică a Chinei. Culturile vegetale reprezintă un sector principal al agriculturii chineze. Principalele culturi cerealiere sunt orezul, grâul, porumbul, soia. Iar culturile tehnice sunt cele de bumbac, arahide, rapiță, trestie-de-zahăr și sfeclă-de-zahăr.
După aplicarea politicii de reformă la sate în 1978, agricultura chineză a cunoscut o dezvoltare rapidă. Timp de peste 20 de ani, pe baza proprietății colective asupra mijloacelor de producție, reforma în mediul rural al țării noastre a fost orientată către piață, a scăpat de îngrădirea sistemului tradițional și a adoptat un nou model de dezvoltare a economiei colective în condițiile unei economii de piață. Reforma a adus țăranilor beneficii reale, a emancipat și dezvoltat forțele de producție rurale, a condus la creșterea rapidă a producției agricole, și în special a celei cerealiere și la optimizarea structurală a agriculturii. Astfel, China a obținut performanțe remarcabile în agricultură. În momentul de față, China se situează pe primul loc în lume în ceea ce privește producția de cereale, bumbac, rapiță, tutun, carne, fructe de mare și legume.

## Comunicații

### Internet
China avea 384 de milioane de internauți la finalul lui 2009, mai mult decât oricare altă țară din lume.
La jumătatea lui 2005, China avea circa 49,5 milioane de calculatoare conectate la Internet, față de 41,6 de milioane cât se înregistrase în perioada similară a anului precedent.
Număr de utilizatori de internet:
| Anul     | 2012 | 2011 | 2010 | 2009 | 2008 | 2006 | 2005 | 2004 | 2003 |
| -------- | ---- | ---- | ---- | ---- | ---- | ---- | ---- | ---- | ---- |
| milioane | 564  | 477  | 430  | 384  | 298  | 137  | 111  | 94   | 68   |

### Telefonia mobilă
În ianuarie 2010, China avea 738 de milioane de utilizatori de telefonie mobilă, și trei operatori: China Mobile, China Unicom și China Telecom toate companii ale statului, singurele prezente în piață.
Număr de utilizatori de telefonie mobilă:
| Anul     | 2011 | 2010 | 2008 | 2006 | 2005 | 2004 |
| -------- | ---- | ---- | ---- | ---- | ---- | ---- |
| milioane | 900  | 738  | 600  | 461  | 380  | 100  |

## Forța de muncă
În ultimii cinci ani, salariul mediu a crescut în China cu cel puțin 15% anual.
Salariul mediu din zonele de coastă ale Chinei a crescut de la 240 de euro în 2005 la 400 de euro în 2011.

## Comerțul exterior
În relațiile cu Uniunea Europeană, exporturile din cele 27 de state membre UE către China au crescut la 78 miliarde euro în 2008, comparativ cu 26 miliarde euro în 2000, în timp ce importurile din China au crescut de la 75 miliarde euro la 248 miliarde euro în aceeași perioadă.
Valoarea schimburilor comerciale dintre țările din Africa și China s-au ridicat la un nou record în anul 2010, ajungând la 114,8 miliarde de dolari.
Investițiile directe ale Beijingului în state africane se ridică la peste 10 miliarde de dolari.

### Schimburi comerciale cu Uniunea Europeană
Valoare schimburi comerciale (miliarde euro):
| Anul                       | 2009  | 2008 | 2000 |
| -------------------------- | ----- | ---- | ---- |
| Total schimburi comerciale | -     | -    | -    |
| Export China -> EU         | 214,7 | 248  | 75   |
| Export EU -> China         | 81,7  | 78   | 26   |

## Schimburi comerciale cu Statele Unite
Valoare schimburi comerciale (miliarde dolari):
| Anul                       | 2009  |
| -------------------------- | ----- |
| Total schimburi comerciale | -     |
| Export China -> SUA        | 269,4 |
| Export SUA -> China        | 69,6  |